# مصطفى أدمين
مصطفى أدمين هو شاعر، وقاص، وروائي، وناقد مغربي من مواليد الدار البيضاء.

## سيرة ذاتية
ولد مصطفى أدمين في سبتمبر 1958م في الدار البيضاء بالمغرب، وحصل على شهادة التعليم الابتدائي بمراكش عام 1969م، وعلى شهادة الباكالوريا العلمية بسيدي قاسم عام 1978م، وعلى الإجازة المزدوجة في البيولوجيا والجيولوجيا بالرباط عام 1982م، كما عين كمدرس لمادّة علوم الحياة والأرض بسيدي سليمان عام 1982م، وعمل مدرساً بثانوية بدر ببنسركاو في أكادير، وساهم في تأسيس وتسيير العديد من الجمعيات (ثقافية، سينمائية، بيئية، اجتماعية، مهنية...)، وهو متزوج منذ عام 1983م؛ وله ابن اسمه صلاح-منه وابنة اسمها جناس.

## المؤلفات
- «الأمكنة»، (تكتيبات سوريالية ذات خلفية صوفية)، صدرت عام 1994م عن شركة بابل في الرباط.[3]
- «قصص من منتصف الليل»، صدرت عام 1996م عن شركة بابل في الرباط.[4]
- «غرابة»، (قصص).
- «العابد والمرأة العابرة»، (منظزمات سردية في العشق والوجود).
- «قصة معلّم انحرف مركبُه» (رواية)، صدرت عام 2000م عن مكتبة البراء في الدار البيضاء، والطبعة الثانية عام 2006م، والطبعة الثالثة عام 2012م.[5]
- «رحلات أبي ضياء»، (قصص ساخرة).
- «عمر الكبش»، (سيرة ذُهانية)، صدرت عام 2002م عن مكتبة اليراع بإنزكان.[6]
- «سوس الحالمة»، (رواية قصصية) نشرت عام 2009م.[7]
- «حياة»، (قصص).
- «البحث عن مثلث القُطرُب»، (قصص من وحي الواقع).
- «العديد من المقالات النقدية والتحليلية في الفنون التشكيلية والاجتماع والسياسة والأدب».
- «سيكلوجية المراهق المغربي»، (بالفرنسية).
- "رُهاب" رواية قصيرة.
- "أشعار للفقراء"Poèmes pour le pauvre (ديوان أشعار بالفرنسية).
- "جُدِجُد" (قصة نبي) رواية.

كما قام بكتابة بعض المقالات.